# 朴成龍
朴 成龍（パク・ソンニョン、朝鮮語: 박성룡、1930年7月29日〈1934年4月20日の説がある〉 - 2002年7月27日）は、大韓民国の詩人、ジャーナリスト、編集者。本貫は密陽朴氏。

## 生涯
日本統治時代の全羅南道海南生まれ。光州瑞石初等学校、光州西中学校、光州高等学校、中央大学校中退（後に学士学位取得）。以後、民国日報文化部記者、ソウル新聞文化部記者、韓国日報週刊局次長、ソウル新聞編集局文化部次長・編集局副局長歴任。1956年、文化芸術に『花瓶の情景』が推薦されて文壇に登場し、詩集に『秋に失ったものたち』、『春夏秋冬』などがある。 現代文学賞、ペン文学賞、詩人協会賞、大韓民国文学賞などを受賞した。
持病により72歳で死去した。

## 参考資料
- 韓国現代文学大辞典